# Stoliczka (geslacht)
Stoliczka is een geslacht van spinnen uit de  familie van de kraamwebspinnen (Pisauridae).

## Soorten
- Stoliczka affinis Caporiacco, 1935
- Stoliczka insignis Pickard-Cambridge, 1885